# Sherry (rivière)
Pour les articles homonymes, voir Sherry.
La rivière Sherry (en anglais : Sherry River) est un cours d’eau de la région de  Tasman, dans l’Île du Sud de la Nouvelle-Zélande.

## Géographie
Elle s'écoule vers le nord à partir de sa source dans la chaîne de Hope' pour rencontrer la rivière Wangapeka à huit kilomètres de son déversement ultérieur dans le fleuve Motueka.